# 埃爾基夫齊 (佩列亞斯拉夫-赫梅利尼茨基區)
50°7′22″N 31°15′16″E / 50.12278°N 31.25444°E
葉爾基夫齊（烏克蘭語：Єрківці）是位於烏克蘭北部的村莊，由基辅州鲍里斯皮尔区的迪維奇基市鎮負責管轄。該村面積6.07平方公里，海拔高度97米，2001年人口1,280，人口密度每平方公里210.9人。